# Championnat de Malaisie d'échecs
Le championnat de Malaisie d'échecs est la compétition qui permet de désigner le meilleur joueur d'échecs de Malaisie. Il est organisé par la Fédération malaisienne des échecs (MCF; en malais : Persekutuan Catur Malaysia). 

## Historique
Connu sous le nom de championnat national d'échecs fermé avant 2016, sa première édition avait eu lieu en 1974. Un championnat d'échecs féminin de Malaisie distinct a également lieu chaque année depuis 1990. Le maître FIDE Christi Hon a remporté le titre national un record à cinq reprises, tandis que la Grand maître international féminine Siti Zulaikha Foudzi a remporté le titre féminin à huit reprises. Une curiosité est à noter : il est arrivé à deux reprises qu'une fratrie remporte les titres mixte et féminin la même année: Kamal Ariffin Wahiddudin et Nurul Huda Wahiduddin en 1991, et Zarul Shazwan Zullkafli et Nur Shazwani Zullkafli en 2007,.

## Vainqueurs du championnat mixte

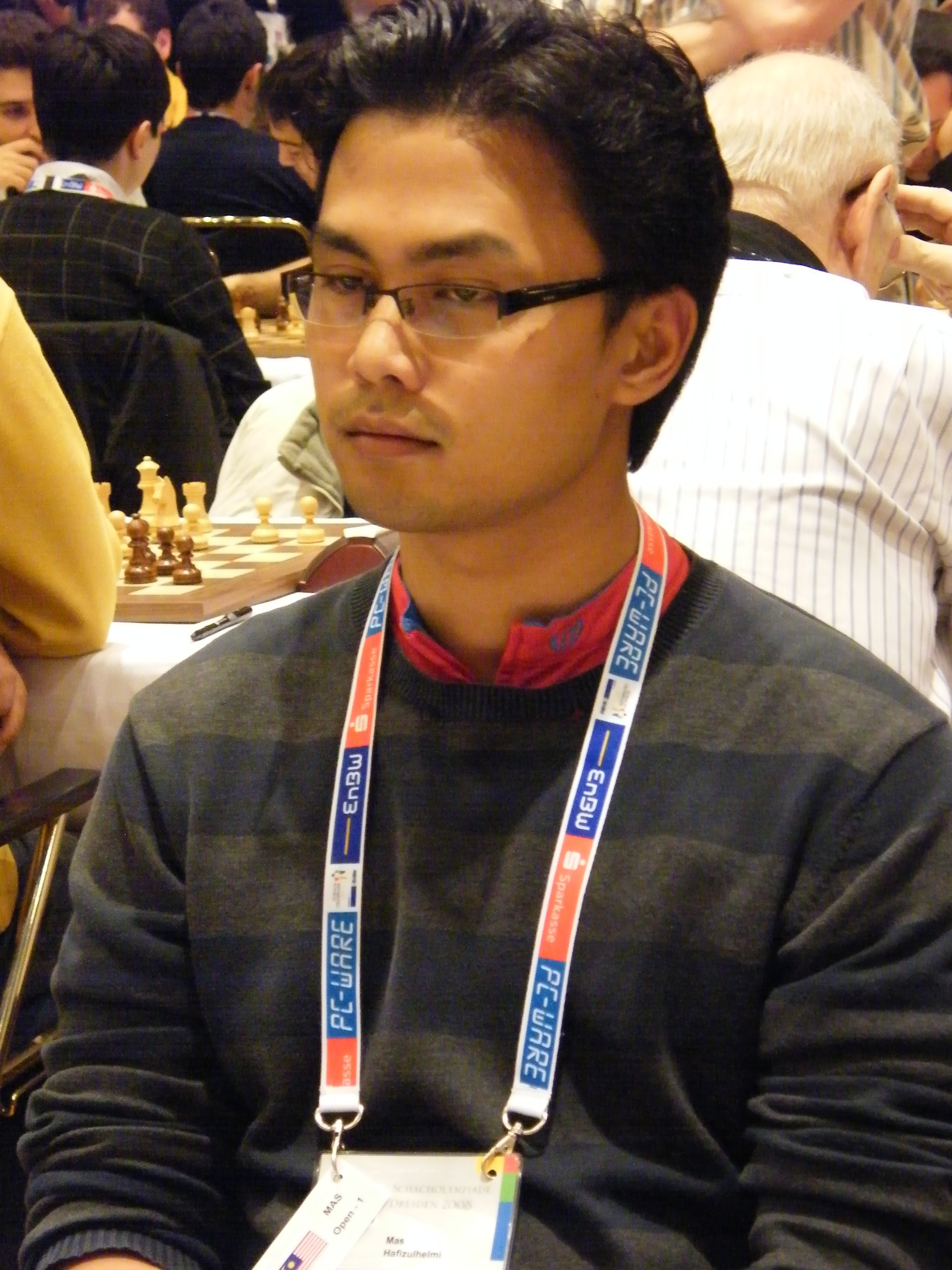
Mas Hafizulhelmi, champion de Malaisie en 1994 et 1995

Les vainqueurs su championnat sont les suivants, :
| Année | Vainqueur                    |
| ----- | ---------------------------- |
| 1974  | Choo Min Wang                |
| 1975  | Chan Swee Loon               |
| 1976  | Goh Yoon Wah                 |
| 1977  | Tan Bian Huat                |
| 1978  | Christi Hon                  |
| 1979  | Tay Chong Thai               |
| 1981  | Christi Hon, Goh Yoon Wah    |
| 1982  | Christi Hon                  |
| 1983  | Christi Hon                  |
| 1984  | Jimmy Liew                   |
| 1985  | Peter Long, Francis Chin     |
| 1986  | Peter Long, Francis Chin     |
| 1987  | Christi Hon, Lee Soi Hock    |
| 1988  | Kamal Abdullah               |
| 1989  | Kamal Abdullah               |
| 1990  | Ng Ek Leong                  |
| 1991  | Kamal Ariffin Wahiddudin     |
| 1992  | Mok Tze Meng                 |
| 1993  | Yeoh Chin Seng               |
| 1994  | Mas Hafizulhelmi             |
| 1995  | Mas Hafizulhelmi             |
| 1996  | Lim Yee Weng                 |
| 1997  | Lim Yee Weng                 |
| 1998  | Ng Ee Vern                   |
| 1999  | Jonathan Chuah               |
| 2000  | Ng Tze Han                   |
| 2001  | Lim Chuin Hoong (Ronnie Lim) |
| 2002  | Wong Zi Jing                 |
| 2003  | Nicholas Chan                |
| 2004  | Nicholas Chan                |
| 2005  | Marcus Chan                  |
| 2006  | Jonathan Chuah               |
| 2007  | Zarul Shazwan Zullkafli      |
| 2008  | Lee Kim Han (Edward Lee)     |
| 2009  | Evan Timothy Capel           |
| 2010  | Tan Khai Boon                |
| 2011  | Lim Zhuo Ren                 |
| 2012  | Roshan Ajeet Singh           |
| 2013  | Aron Teh                     |
| 2014  | Fong Yit San                 |
| 2015  | Yeoh Li Tian                 |
| 2016  | Yeoh Li Tian[5]              |
| 2017  | Wong Yinn Long               |
| 2018  | Fong Yit San                 |
| 2019  | Kamal Abdullah               |
| 2022  | Tan Jun Ying                 |
| 2023  | Lim Zhuo Ren                 |
| 2024  | Wong Jianwen                 |

## Vainqueurs du championnat féminin
Les lauréates du championnat féminin sont, : 
| Année | Championne                      |
| ----- | ------------------------------- |
| 1990  | Audrey Wong                     |
| 1991  | Nurul Huda Wahiduddin           |
| 1992  | Nurul Huda Wahiduddin           |
| 1993  | Eliza Hanum Ibrahim             |
| 1994  | Roslina Marmono                 |
| 1995  | Khairunnisa Wahiduddin          |
| 1996  | Eliza Hanum Ibrahim             |
| 1997  | Eliza Hanim Ibrahim             |
| 1998  | Eliza Hanum Ibrahim             |
| 1999  | Siti Zulaikha Foudzi[6]         |
| 2000  | Siti Zulaikha Foudzi            |
| 2001  | Siti Zulaikha Foudzi            |
| 2002  | Siti Zulaikha Foudzi            |
| 2003  | Siti Zulaikha Foudzi            |
| 2004  | Siti Zulaikha Foudzi            |
| 2005  | Siti Zulaikha Foudzi            |
| 2006  | Siti Zulaikha Foudzi            |
| 2007  | Nur Shazwani Zullkafli          |
| 2008  | Alia Anin Azwa Bakri            |
| 2009  | Tan Li Ting                     |
| 2010  | Fong Mi Yen                     |
| 2011  | Nur Nabila Azman Hisham         |
| 2012  | Nur Najiha Azman Hisham         |
| 2013  | Nur Nabila Azman Hisham         |
| 2014  | Renitha Narayanan               |
| 2015  | Nur Nabila Azman Hisham         |
| 2016  | Tan Li Ting[5]                  |
| 2017  | Nur Nabila Azman Hisham         |
| 2018  | Tan Li Ting                     |
| 2019  | Puteri Munajjah Az-Zahraa Azhar |
| 2022  | Siti Zulaikha Foudzi            |
| 2023  | Ainul Mardhiah Mohd Afif        |
| 2024  | Puteri Monajjah Az-Zharaa Azhar |